# Pino Gagliardi
Pino Gagliardi (Corigliano Calabro, 7 febbraio 1972) è un giornalista, conduttore televisivo e autore televisivo italiano.

## Carriera
Ha lavorato per il circuito Cinquestelle al fianco di Gianfranco Funari in IV Generazione e successivamente al fianco di Marina Ripa di Meana con la quale ha condiviso il programma Casa Vip. Prosegue la sua carriera su Odeon dove si occupa di Made in Italy (fashion & design) per poi ritornare a Cinquestelle per condurre numerose trasmissioni che si occupano di cinema, moda, musica, cultura e spettacolo.  
Con l'avvento della paytv passa a Stream dove diventa autore e conduttore del programma dedicato all'Italian Style "Cult". Lavora a Rai Notte, dove è proficuo il sodalizio professionale con Gabriele La Porta, direttore del palinsesto notturno della tv di Stato: dal 1999 su Raiuno prima e Raidue poi Gagliardi è autore e conduttore di numerosi programmi tra cui Onorevoli Acquisti al fianco dei parlamentari italiani che consigliano ai telespettatori un libro, un film e un disco, "Feste di luna", "Redazioni" "Gatto da guardia", "Buone Notizie", "Il duello di Rai Notte" "Ricorrenze" Periferie - Vagabondo Creativo" e dal 2007 L'avvocato risponde con Nino Marazzita; l'avvocato che ha partecipato ai maggiori episodi giudiziari degli ultimi trent'anni di storia italiana. 
La sua passione è la musica, il cinema, l'arte, il design e la moda ma per Rai Notte si occupa anche di politica e di ambiente. Nel 2005 approda ad Ecoradio come responsabile della redazione e nel 2006 diviene il fondatore e direttore del canale satellitare EcoTv per la quale conduce le trasmissioni Letto! (un programma di promozione letteraria e culturale) e Musika (incontro ravvicinato con la musica indipendente) in onda anche sul Circuito Cinquestelle. Ecotv sarà l'unica televisione a trasmettere in diretta da Bologna il primo Vaffaday di Grillo e da Napoli il Monnezzaday. Ha fondato la prima free press interamente dedicata al Made in Italy e alle eccellenze italiane "Viva L'italia". Ha collaborato con Cinzia Malvini per vari programmi tra cui "M.o.d.a." su La7 ed è stato co-autore di "Stile" con Mariella Milani e di "GLAM" su Raidue. 
È stato direttore editoriale, autore, conduttore e regista di tutti i contenuti di Cubomusica. È autore del programma musicale LIVEACASATUA andato in onda su Italia1 e House of fan su MTV È autore e regista dello speciale su RealTime "Benji & Fede a Miami" e "Mahmood a Tel Aviv" per l'Eurovision Song Contest. È stato vicedirettore del magazine Book Moda, Media Director di Artmediamix, Direttore Editoriale di TIMMUSIC e contributor di Maxim e Fortune. È stato vicedirettore di The Hollywood Reporter.   
Attualmente è Video Director del Circuit Festival Barcelona e collabora con Ciak.  